# Prvački trofej 2001. (hokej na travi)
23. Prvački trofej se održao 2001. godine.

## Mjesto i vrijeme održavanja
Održao se od 3. do 11. studenog 2001.
Utakmice su se igrale na novootvorenom stadionu HC Rotterdama u istoimenom nizozemskom gradu. Stadion na kojem su se održala natjecanja je stadion Hazelaarweg.
Pakistanska hokejaška federacija i Međunarodna hokejaška federacija su se dogovorile da se natjecanje ne održi na prvotno predviđenom mjestu u pakistanskom Lahoreu, zbog sigurnosne prijetnje u toj zemlji nakon napada na SAD od 11. rujna. FIH je predložio plan za domaćinstvo, u kojem bi ponude za domaćinstvo mogle doći od saveza sudionika. Australski i nizozemski hokejski savezi su podnijeli prijave za domaćinstvo u izvorno predviđenom vremenskom razdoblju, a naposljetku su Nizozemci dobili organizaciju.

## Natjecateljski sustav
Igralo se po jednostrukom ligaškom sustavu. Za pobjedu se dobivalo 3 boda, za neriješeno 1 bod, a za poraz nijedan bod. 
Nakon ligaškog dijela, igralo se za poredak. Prvi i drugi na ljestvici su doigravali za zlatno odličje, treći i četvrti za brončano odličje, a peti i šesti na ljestvici za 5. i 6. mjesto. 6. je ispadao u niži natjecateljski razred.

## Sudionici
Sudjelovali su domaćin i branitelj naslova Nizozemska, Australija, Engleska, Njemačka, Pakistan i Južna Koreja. 

### Nizozemska
```
Vratari:

 
Guus Vogels
               
HGC

 
Josef Kramer
              
Oranje Zwart

Obrana:
 
 
Menno Booij
               
HC Bloemendaal

 
Friso Jiskoot
             
Amsterdam

 
Bram Lomans
               
HGC

 
Taeke Taekema
             
HC Klein Zwitserland

 
Diederik van Weel
         
HC Bloemendaal

 
Sander van der Weide
      
Amsterdam

Vezni red:
 
 
Jeroen Delmee
 ©           
Hockeyclub 's-Hertogenbosch

 
Rob Derikx
                
Hockeyclub 's-Hertogenbosch

 
Piet-Hein Geeris
          
Oranje Zwart

 
Teun de Nooijer
           
HC Bloemendaal

 
Marc van Wijk
             
Hockeyclub 's-Hertogenbosch

Navala:
 
 
Matthijs Brouwer
          
Hockeyclub 's-Hertogenbosch

 
Ronald Brouwer
            
HGC

 
Marten Eikelboom
          
Amsterdam
 
 
Karel Klaver
              
HC Bloemendaal

 
Remco van Wijk
            
HC Bloemendaal

Trener:
                    
Joost Bellaart

Pomoćnio trener:
           
Michel van den Heuvel

Menedžer:
                  Patrick Appels

Liječnik:
                  Piet-Hein Kolkman

Fizioterapeut:
             Erik Gemser

"Videoman":
                Roberto Tolentino
```

### Australija
Trener: Barry Dancer
| 1. Jamie Dwyer 2. Liam de Young 3. Adam Commens 4. Troy Elder 5. Lachlan Dreher (vratar) 6. Jeremy Hiskins 7. Paul Gaudoin (kapetan) 8. Matthew Smith 9. Bevan George | 1. Craig Victory 2. Mark Hickman (vratar) 3. Scott Webster 4. Aaron Hopkins 5. Matthew Wells 6. Brent Livermore 7. Dean Butler 8. Zain Wright |

### Njemačka
Trener: Bernhard Peters
| - Clemens Arnold (vratar) - Sebastian Biederlack - Philipp Crone - Oliver Domke - Eike Duckwitz - Christoph Eimer - Björn Emmerling - Michael Green - Tobias Hentschel | - Florian Keller - Florian Kunz (kapetan) - Christian Mayerhöfer - Björn Michel - Jamilon Mülders - Sascha Reinelt - Christopher Reitz (vratar) - Christian Wein - Tibor Weißenborn |

## Rezultati prvog dijela natjecanja
```
* Nizozemska - Pakistan          1:1
* Engleska - J. Koreja           4:3
* Njemačka - Australija          2:1 
```

```
* Nizozemska - Australija        2:3
* Njemačka - Engleska            2:0
* Pakistan - J. Koreja           2:0
```

```
* Nizozemska - Engleska          3:2
* Australija - Pakistan          3:1
* Njemačka - J. Koreja           3:0
```

```
* Pakistan - Njemačka            4:5
* Australija - Engleska          3:2
* Nizozemska - J. Koreja         3:2
```

```
* Nizozemska - Njemačka          2:3
* Australija - J. Koreja         5:3
* Pakistan - Engleska            6:3 
```

### Poredak nakon prvog dijela
```
 1. 
 Njemačka          5      5     0     0     (15: 7)      
15

 2. 
 Australija        5      4     0     1     (15:10)       
12'

 
 3. 
 Pakistan          5      2     1     2     (14:12)       
7

 
 4. 
 Nizozemska        5      2     1     2     (11:11)       
7

 
 5. 
 Engleska          5      1     0     4     (11:17)       
3

 
 6. 
 J. Koreja         5      0     0     5     ( 8:17)       
0
```

### Doigravanje za poredak
Susreti su se odigrali 11. studenog 2001.
- za 5. mjesto

 Engleska -  J. Koreja 3:3 (pobjeda raspucavanjem)
- za brončano odličje

 Nizozemska -  Pakistan 5:2
- za zlatno odličje

 Njemačka -  Australija 2:1

## Najbolji sudionici
| Najbolji strijelci         | Najbolji igrač |
| -------------------------- | -------------- |
| Florian Kunz (10 pogodaka) | Florian Kunz   |

## Završni poredak
| Mj. | Momčad     |
| --- | ---------- |
| 1.  | Njemačka   |
| 2.  | Australija |
| 3.  | Nizozemska |
| 4.  | Pakistan   |
| 5.  | Engleska   |
| 6.  | J. Koreja  |

| Pobjednici            |
| --------------------- |
| Njemačka Osmi naslov* |

- uključeni i naslovi osvojeni kao SR Njemačka